# Ascolto (casa discografica)
La Ascolto è stata una casa discografica italiana attiva tra il 1977 e i primi anni ottanta.

## Storia
La Ascolto fu fondata all'inizio del 1977 da Caterina Caselli con la collaborazione di Guido Carota e Alberto Pugnetti, provenienti dalle prime radio private italiane e di Cesare Montalbetti, fotografo già noto per avere realizzato le copertine dei dischi di diversi artisti tra i quali Lucio Battisti. Montalbetti curò anche la grafica delle prime pubblicazioni dell'etichetta. Il nome d'arte "Caesar Monti", con cui firmò molte delle prime copertine, fu suggerito dallo stesso Battisti, con lo scopo di allontanare possibili accuse di nepotismo (il fratello Pietruccio Montalbetti era il leader dei Dik Dik).
L'artista emiliana si era ritirata dall'attività di cantante, e aveva iniziato a collaborare con il marito, Piero Sugar, nella gestione della casa discografica fondata da suo padre Ladislao Sugar e di cui era diventato direttore nel 1968, la CGD.

Con il pretesto di voler lanciare un suo compaesano, il cantautore Pierangelo Bertoli (che all'epoca firmava i dischi solo con il nome 'Angelo'), che era sotto contratto con la CGD ma che non era seguito come era necessario dalla sua casa discografica, la Caselli decise di fondare una nuova etichetta che avesse particolare attenzione alla musica di impegno e di ricerca.
Oltre a Bertoli, la Ascolto mise sotto contratto il gruppo degli Area, Mauro Pagani (ex PFM) ed alcuni giovani cantautori come Franco Fanigliulo, Pepe Maina, Faust'O, Mixo e l'ex componente dell'Assemblea Musicale Teatrale Gian Piero Alloisio.
Come produttore del primo album di Franco Fanigliulo venne chiamato l'ex chitarrista dell'Equipe 84, Franco Ceccarelli mentre per il lavoro in puro dialetto emiliano di Pierangelo Bertoli, S'at ven in meint, vi fu la collaborazione "artistica" di Michele Luciano Straniero, noto musicologo già fondatore del gruppo storico I Cantacronache.
Il 13 settembre 1979 Caterina Caselli riceve il Telegatto, premio ideato e organizzato dal settimanale Tv Sorrisi e Canzoni come miglior etichetta, durante una serata dedicata agli addetti ai lavori della discografia italiana.
Dopo qualche anno l'etichetta fu costretta a chiudere per gli scarsi risultati economici, e la Caselli continuò l'attività di discografico presso la CGD, prima di fondare nel 1989 un'altra etichetta, stavolta indipendente, che verrà chiamata Sugar in riconoscenza alla sua famiglia acquisita.

## Dischi
La datazione qui riportata si basa sull'etichetta del disco o sulla copertina; qualora nessuno di questi elementi abbia una datazione, è basata sulla numerazione del catalogo; talora è, infine, basata sul codice della matrice di stampa. Se esistenti, sono riportati, oltre all'anno, il mese e il giorno (quest'ultimo dato si trova, a volte, stampato sul vinile).
Tre differenti tipi di grafica per l'etichetta: una prima, ideata da Cesare Montalbetti, con un'immagine fotografica e il logo dell'etichetta in rosso, venne realizzata sia in tonalita grigia sia in tonalità ocra alternate senza una logica precisa di data o di artista. (Teoricamente la grigia è precedente a quella ocra, ma questa comparve già 1977 sul disco di Bertoli. L'lp esiste con entrambe le grafiche, però mantenendo la datazione nei solchi e sull'etichetta al '77. Quindi non è chiaramente identificabile, l'edizione ocra, come una ristampa).
Nel 1980 il logo venne ridisegnato e rifatta anche la grafica delle etichette (una sezione della conchiglia di Nautilus pompilius su un fondo viola/rosa sfumato).
Io e me di Franco Fanigliulo sulla copertina è datato 1978, ma nei solchi vuoti la data di pressaggio indicata è 4-1-79 (distribuito poi dopo la partecipazione sanremese dell'12 gennaio 1979, in modo da mantenere inedito il brano fino al momento opportuno)
L'lp di Mixo è uscito con una veste grafica che ha la particolarità di avere la copertina frontale sia davanti sia dietro. Le immagini sono del tutto differenti (da un lato un'attempata chitarrista, mentre dall'altro una modella, Laura Righi, con gli occhiali da sole) ed è leggermente differente il titolo:  Greatest Hits vol. III & II dove c'è la chitarrista e Greatest Hits vol. II & III nell'altra variante. Sull'etichetta il lato A è indicato come III & II e il B come II & III.
Suicidio di Faust'O pur essendo programmato per comparire su etichetta Ascolto, venne stampato su etichetta CGD, così come il singolo estratto.
Poco Zucchero venne anticipato da un disco promozionale con quattro brani, distribuito unicamente alle radio e ai giornalisti (copia riservata agli operatori musicali è la dicitura in copertina) numero di catalogo Ascolto - ASC 15010

### 33 giri
| Numero di catalogo                             | Anno         | Interprete          | Titoli                                            |
| ---------------------------------------------- | ------------ | ------------------- | ------------------------------------------------- |
| ASC 20004 etichetta grigia                     | 1977         | Pepe Maina          | Canto dell'arpa e del flauto                      |
| ASC 20007 etichetta grigia                     | Giugno 1977  | Franco Fanigliulo   | Mi ero scordato di me                             |
| ASC 20030 etichetta ocra o grigia              | 1977         | Angelo Bertoli      | Il centro del fiume                               |
| ASC 20041 (stampato su etichetta CGD)          | 1978         | Faust'O             | Suicidio                                          |
| ASC 20063 etichetta grigia                     | 1978         | Area                | 1978 gli dei se ne vanno, gli arrabbiati restano! |
| ASC 20078 etichetta grigia                     | 1978         | Angelo Bertoli      | S'at ven in meint                                 |
| ASC 20093 etichetta grigia                     | 1978         | Mauro Pagani        | Mauro Pagani                                      |
| ASC 20123 etichetta grigia                     | Gennaio 1979 | Franco Fanigliulo   | Io e me                                           |
| ASC 20127 etichetta ocra                       | Aprile 1979  | Faust'O             | Poco zucchero                                     |
| ASC 20128 etichetta grigia o ocra o viola/rosa | 1979         | Pierangelo Bertoli  | A muso duro                                       |
| ASC 20171 etichetta ocra                       | 1979         | Mixo                | Greatest hits vol III e II                        |
| ASC 20211 etichetta ocra                       | 1980         | Mario Acquaviva     | Ballabile                                         |
| ASC 20215 etichetta ocra                       | Luglio 1980  | Franco Fanigliulo   | Ratatam pum pum                                   |
| ASC 20224 etichetta ocra                       | 1980         | Area                | Tic & Tac                                         |
| ASC 20232 etichetta viola/rosa                 | 1979         | Faust'O             | J'accuse.......amore mio                          |
| ASC 20233 etichetta ocra o viola/rosa          | 1980         | Pierangelo Bertoli  | Certi momenti                                     |
| ASC 20270 etichetta viola/rosa                 | 1981         | Pierangelo Bertoli  | Album                                             |
| ASC 20271 etichetta viola/rosa                 | 1981         | Gian Piero Alloisio | Dovevo fare del cinema                            |

### 45 giri
| Numero di catalogo        | Anno         | Interprete        | Titoli                                               |
| ------------------------- | ------------ | ----------------- | ---------------------------------------------------- |
| ASC 10025                 | 1977         | Angelo Bertoli    | Eppure soffia/È nato si dice                         |
| ASC 10107 (etichetta CGD) | 1978         | Faust'O           | Benvenuti tra i rifiuti/Suicidio                     |
| ASC 10122                 | 1978         | Faust'O           | Anche Zimmerman/Kleenex                              |
| ASC 10142                 | Gennaio 1979 | Franco Fanigliulo | A me mi piace vivere alla grande/Non si sa mai       |
| ASC 10166                 | 1979         | Angelo Bertoli    | Verso Europa/Ridere di un'ora (canzone per Carlotta) |
| ASC 10185                 | 1979         | Faust'O           | Oh!Oh!Oh!/Il lungo addio                             |
| ASC 10221                 | 1979         | Angelo Bertoli    | A muso duro/Per dirti t'amo                          |
| ASC 10266                 | 1980         | Mario Acquaviva   | Rosa/Quaderno a quadretti                            |
| ASC 10270                 | Luglio 1980  | Franco Fanigliulo | Ratatam pum pum/La gramigna                          |
| ASC 10292                 | 1980         | Faust'O           | Hotel plaza/Non mi pettino mai                       |
| ASC 10369                 | Maggio 1982  | Franco Fanigliulo | La liberté/Con tenerezza                             |